# Lego Bricks & More
Cet article court présente un sujet plus développé dans : Lego Classic et Lego Juniors.

Lego de Lego Bricks & More

Lego Bricks & More (parfois typographié Lego Bricks and More) est une gamme du jouet de construction Lego proposant des ensembles faciles à construire et des boîtes de briques. Lui ont succédé Juniors pour les ensembles facilement constructibles et Classic pour les briques.